# ديفيد رايت أليسون
ديفيد رايت أليسون هو سياسي كندي، ولد في 1826 في كندا، وتوفي في 15 مايو 1906. حزبياً، نشط في الحزب الليبرالي الكندي. وقد انتخب عضو مجلس العموم الكندي.